# 絆にのせて
「絆にのせて」（きずなにのせて）は、eyelisの楽曲。ユニットの4枚目のシングルとして2015年8月19日にワーナー・ブラザース・ホームエンターテイメントから発売された。

## 音楽性
本曲はテレビアニメ『赤髪の白雪姫』のために書き下ろした楽曲。同アニメのエンディングテーマに起用された。カップリング曲「銀世界」も、同アニメ原作コミック15巻限定版DVDに収録されているオリジナルアニメにおいてエンディングテーマとして使用されている。
増田武史は絵コンテのシーンで印象的だったところを音に置き換えて作曲したと述べている。主人公・白雪が芯を持っている様子はティンパニで表現されている。また、物語の舞台である王宮のラグジュアリーな感じを出すためにストリングスのピッツィカートが使われている。
作詞・ヴォーカルを担当した川崎里実は3、4日ほど原作と一緒に寝て、原作を読みながら歌詞を書いたという。

## シングルリリース
eyelisのシングルとしては前作「OUTLAWS」から約2年半ぶりのリリースとなる。ワーナー・ブラザース・ホームエンターテイメントからは初のシングルとなる。
eyelisのメンバー前口渉によると、このシングルはこれからの可能性を秘めた小さな卵を描いた作品とのこと。
ヴォーカルはカップリング曲を含め、川崎里実が担当する。
ジャケットは『赤髪の白雪姫』原作者・あきづき空太描きおろしイラスト。

## シングル収録内容
| #         | タイトル                       | 作詞      | 作曲      | 編曲      | 時間  |
| --------- | ------------------------------ | --------- | --------- | --------- | ----- |
| 1.        | 「絆にのせて」                 | 川崎里実  | 増田武史  | 増田武史  | 4:17  |
| 2.        | 「銀世界」                     | 矢吹香那  | 前口渉    | 前口渉    | 3:25  |
| 3.        | 「僕は今」                     | 矢吹香那  | 川崎里実  | 前口渉    | 4:13  |
| 4.        | 「絆にのせて（TV EDIT）」      |           |           |           | 1:33  |
| 5.        | 「絆にのせて（Instrumental）」 |           |           |           | 4:17  |
| 6.        | 「銀世界（Instrumental）」     |           |           |           | 3:25  |
| 7.        | 「僕は今（Instrumental）」     |           |           |           | 4:11  |
| 合計時間: | 合計時間:                      | 合計時間: | 合計時間: | 合計時間: | 25:22 |